# Oude Binnenweg 55 Rotterdam
Het pand aan de Oude Binnenweg 55 is een bedrijfsgebouw met kantoor en woningen in Rotterdam Centrum. Het gebouw is tussen 1951 en 1953 gebouwd en is een van de weinige naoorlogse gebouwen die in traditionele trant zijn gebouwd tijdens de Rotterdamse wederopbouw.

## Geschiedenis
Na het bombardement van Rotterdam op 14 mei 1940 werd het oude centrum grotendeels verwoest, en moest er een nieuwe binnenstad worden ontworpen voor de wederopbouw van de stad. Al vier dagen na het bombardement kreeg W.G. Witteveen de opdracht om dit mogelijk te maken. Het eerste wederopbouwplan van Witteveen bestond, in tegenstelling tot het latere Basisplan van zijn opvolger en assistent Cornelis van Traa, grotendeels uit herbouw in traditionalistische trant. Deze herbouw moest pandsgewijs plaatsvinden en bestond uit bakstenen gevels, ramen met roedeverdeling, decoratieve elementen en schuine kappen. Hij nodigde tijdens de Tweede Wereldoorlog veel verschillende architecten uit om allerlei panden in de straten te ontwerpen van een stad die uiteindelijk nooit werd opgeleverd.
Hoewel Witteveen al in 1944 vervangen werd door van Traa en daardoor de wederopbouwprioriteit van traditionalistische herbouw naar experimentele, functionalistische nieuwbouw was verschoven, werden er in de periode 1941-1954 meerdere gebouwen in de traditionalistische stijl opgeleverd. Een paar van deze gebouwen zijn de Rotterdamsche Bank aan de Coolsingel, de zogenoemde 'bankburchten' van de Twentsche Bank, Nederlandsche Handelsmaatschappij en Amsterdamsche Bank aan de Blaak, het PTT-kantoor aan de Botersloot en een woningblok aan de Pannekoekstraat. Dit pand aan de Oude Binnenweg met winkel, kantoor en woningen is ook een voorbeeld van zo'n bouwwerk. Het gebouw is een ontwerp van de Nederlandse architect eunis Wilschut, en is een van de vier woon- en winkelcomplexen die in de jaren 50 in traditionalistische stijl bij de Oude Binnenweg is gebouwd. De reden hiervoor was dat dit gebouw de vooroorlogse straat zou complementeren. In 1951 werden de eerste ontwerpen gemaakt en in de middag van 11 november 1952 begonnen de werkzaamheden toen de eerste betonpaal in de grond werd geslagen. Eind mei 1953 is het gebouw opgeleverd. De werkzaamheden zijn uitgevoerd door de firma L. de Koning in opdracht van winkelketen De Gruyter.

## Vormgeving
Het gebouw is ontworpen in de traditionalistische stijl en valt op in de straat omdat het een van de weinige huizen is die pandsgewijs tot stand is gekomen, vergeleken met het gros van de naoorlogse wederopbouwarchitectuur die met deze traditie brak. Het gebouw is opgezet als individueel pand, bestaande uit een winkel op de begaande grond met daarboven ruimte voor drie verdiepingen. Onder de begane grond is tevens een kelder te vinden. In het verleden werd de eerste verdieping gebruikt als magazijn en de tweede als kantoor; de derde verdieping diende als dienstwoning. De verdiepingen worden afgesloten door een plat dak, gemaakt van mastiek en grind. De winkel werd door een toegang aan het expeditiehof achter bevoorraad. De oorspronkelijke winkelpui was opgebouwd uit bruinrood natuursteen en goudkleurige aluminium kozijnen, maar deze zijn inmiddels vervangen door een moderne pui. Een geprofileerde lijst van koper scheidt de begane grond van de verdiepingen erboven. De verdiepingsgevel is geheel bekleed met vierkante platen van travertin. Op elke verdieping zijn vier grote vensters aangebracht, omlijst door brede travertin kaders. De ramen bestaan uit schuiframen die veelvuldig werden gebruikt in vooroorlogse Rotterdamse huizen, en hebben een glasroede opmaak van elk drie rijen. De glazen zijn verdeeld in negen vlakken. Een granieten band omzoomd de gevel aan zijkanten en bovenzijde. In het midden van de gevel is een wapenschild van kunststeen geplaatst. Op dit wapenschild staan vier leeuwen die het wapen van Rotterdam representeren, met eronder het jaartal van voltooiing van het gebouw: 1953. Het gebouw is 14 meter hoog, 16 meter diep en heeft een frontbreedte van 9 meter. Het gebouw volgt de noordelijke rooilijn van de Oude Binnenweg en is zo goed als hetzelfde als de vooroorlogse rooilijn.